# کلان مارتین
کلان مارتین (انگلیسی: Kelan Martin؛ زادهٔ ۳ اوت ۱۹۹۵) بازیکن بسکتبال اهل ایالات متحده آمریکا است.
از باشگاه‌هایی که در آن بازی کرده‌است می‌توان به مینه‌سوتا تیمبرولوز اشاره کرد.